# الشقة رقم خمسين
الشقة رقم خمسين شقة خيالية في رواية المعلم ومارغريتا للكاتب الروسي ميخائيل بولغاكوف تقع في شارع السادوفايا في موسكو.
الشقة في الأساس محل إقامة رئيس رابطة الماسوليت الأدبية في موسكو ألكسندر برليوز وزميله في السكن مدير مسرح المنوعات ليخدييف، ثم تصبح مقر إقامة فولند وجماعته بعد أن يُقتل برليوز ويتم إرسال ليخدييف إلى يالطة.
تصبح الشقة مسرحاً لمجموعة من الأحداث الغريبة المرتبطة بعصابة الشيطان (فولند)، الذي يقيم فيها بصفته أستاذاً للسحر الأسود سيقوم بإحياء حفلة السحر الأسود وفضحه في مسرح المنوعات، ويقيم معه فيها مساعده كورفيوف، وبهيموث، ووصيفته مصاصة الدماء هيلا.
في هذه الشقة يستقبل فولند مارغريتا، ويقيم حفلة كبرى، ثم يستحضر المعلم. وفيها تجري المواجهة بين قوات الشرطة الروسية والقط الأسود بهيموث.
تنتهي الشقة رقم خمسين محترقة بعد أن غادرها ساكنوها غير العاديون.

المعلم ومارغريتا لبولغاكوف

الشخصيات: المعلم | مارغريتا | فولند | بيلاطس البنطي | يشوع الغناصري | كرفيوف/فاغوت | بهيموث | إيفان بزودمني

الأمكنة: الشقة رقم خمسين | شارع السادوفايا | مسرح المنوعات | بيت غريباييدف | مصح الدكتور سترافنسكي

الأحداث الهامة: السحر الأسود وفضحه | حفلة الشيطان الكبرى

متعلقات: قائمة شخصيات المعلم ومارغريتا | قائمة الأمكنة في المعلم ومارغريتا